# Profesor uczelni
Profesor uczelni i profesor instytutu – stanowiska naukowe na polskich uczelniach, w instytutach Polskiej Akademii Nauk i instytutach badawczych.
Nazwa „profesor uczelni” była obiegowo używana już przed 2018 rokiem, kiedy to stanowisko zostało wprowadzone ustawą, zastępując stanowisko profesora nadzwyczajnego. Obocznie stosuje się też określenie „profesor uczelniany”.

## Tytulatura
Dla odróżnienia od osoby mającej tytuł profesora, stanowisko profesora uczelni lub instytutu powinno być zapisywane po nazwisku, razem z nazwą uczelni lub instytutu (przeważnie w postaci skrótowca), przez którą jest zatrudniony. Przykład poprawnego zapisu to: 

dr hab. Jan Nowak, prof. UJ

Ten sposób informowania o posiadanych stopniach lub tytule jest powszechnie aprobowany przez środowiska naukowe i artystyczne. Zapisy typu prof. UJ dr hab. Jan Nowak są uznawane za niepoprawne.

## Profesor uczelni
Wprowadzone ustawą Prawo o szkolnictwie wyższym i nauce z 2018 roku stanowisko profesora uczelni może piastować nauczyciel akademicki posiadający co najmniej stopień doktora oraz znaczące osiągnięcia naukowe, artystyczne, dydaktyczne lub zawodowe, natomiast do zatrudnienia na stanowisku profesora instytutu wymagany jest co najmniej stopień doktora habilitowanego.
Stanowisko to jest wyższe od adiunkta i niższe od profesora. Na język angielski nazwa tego stanowiska tłumaczona jest niekiedy jako associate professor.

## Profesor nadzwyczajny
W myśl ustawy obowiązującej do 2018 roku, stanowisko profesora nadzwyczajnego było przewidziane dla pracownika naukowego lub naukowo-dydaktycznego, który miał stopień doktora habilitowanego lub tytuł naukowy profesora. Ustawodawca dopuszczał także zatrudnienie na stanowisku profesora nadzwyczajnego osoby, która miała jedynie stopień naukowy doktora oraz znaczne i twórcze osiągnięcia w pracy naukowej, jednak wymagało to pozytywnej opinii Centralnej Komisji do Spraw Stopni i Tytułów. Na uczelniach morskich na stanowisku profesora nadzwyczajnego można było zatrudnić doktora mającego dodatkowo najwyższy dyplom morski, to znaczy kapitana żeglugi wielkiej lub starszego mechanika. Istniało wówczas również osobne stanowisko profesora wizytującego.